# Metoda momentów
Metoda momentów (MM) – w statystyce, metoda estymacji parametrów populacji polegająca na wyznaczaniu równań wiążących momenty populacji z parametrami, które mają być estymowane.

## Opis metody
Niech dana będzie próba
{\displaystyle \{x_{t}:t=0,\dots ,T\},}
która posłużyć mu do wyznaczenia wektora parametrów {\displaystyle \theta } (macierzy {\displaystyle p\times 1}) o wartości prawdziwej {\displaystyle \theta _{0}.} Niech
{\displaystyle f(x_{t},\theta )\quad (t=0,\dots ,T)}
będzie ciągłą funkcją parametru {\displaystyle \theta } o wartościach będących wektorami {\displaystyle q\times 1.} Załóżmy, że wartości oczekiwane {\displaystyle {\mathsf {E}}f(x_{t},\theta )} istnieją i są skończone dla wszelkich {\displaystyle t.} Równania
{\displaystyle {\mathsf {E}}f(x_{t},\theta )=0\quad (t=0,\dots ,T)}
nazywane są warunkami momentów. W przypadku gdy {\displaystyle q=p} warunki momentów są układem {\displaystyle p} równań o {\displaystyle p} niewiadomych. Funkcja
{\displaystyle f_{T}(\theta )={\frac {1}{T}}\sum _{t=1}^{T}f(x_{t},\theta )}
jest estymatorem MM wartości oczekiwanych {\displaystyle {\mathsf {E}}f(x_{t},\theta ).}
Rozwiązanie równania {\displaystyle f_{T}(\theta )=0,} {\displaystyle {\hat {\theta }},} estymuje prawdziwą wartość {\displaystyle \theta _{0}}.

## Przykłady warunków momentów

### Regresja liniowa
Niech dany będzie model regresji liniowej
{\displaystyle y_{t}=x_{t}'\beta _{0}+u_{t},}
gdzie {\displaystyle x_{t}} jest wektorem {\displaystyle p\times 1} regresorów, {\displaystyle \beta _{0}} jest wartością prawdziwą estymowanych parametrów (wektorów {\displaystyle p\times 1}) {\displaystyle \beta } oraz {\displaystyle u_{t}} jest błędem statystycznym. Pod założeniem
{\displaystyle {\mathsf {E}}(u_{t}|x_{t})=0,}
zachodzi związek
{\displaystyle {\mathsf {E}}(y_{t}|x_{t})=x_{t}'\beta _{0}.}
Z prawa iterowanych oczekiwań wynika, że
{\displaystyle {\mathsf {E}}(x_{t}u_{t})={\mathsf {E}}({\mathsf {E}}(x_{t}u_{t}|x_{t}))={\mathsf {E}}(x_{t}E(u_{t}|x_{t}))=0.}
Równania
{\displaystyle {\mathsf {E}}(x_{t}u_{t})={\mathsf {E}}(x_{t}(y_{t}-x_{t}'\beta _{0}))=0,}
są szukanymi warunkami momentów. (W oryginalnej definicji można przyjąć {\displaystyle \theta =\beta } oraz {\displaystyle f((x_{t},y_{t}),\theta )=x_{t}(y_{t}-x_{t}'\beta _{0})}).

### Populacja o rozkładzie gamma
Niech dana będzie próba
{\displaystyle \{x_{t}:t=0,\dots ,T\}}
populacji o rozkładzie gamma z parametrami {\displaystyle p^{*},q^{*}} z wartościami prawdziwymi {\displaystyle p_{0}^{*},q_{0}^{*}.} W szczególności,
{\displaystyle {\mathsf {E}}x_{t}={\frac {p_{0}^{*}}{q_{0}^{*}}}}
oraz
{\displaystyle {\mathsf {E}}(x_{t}-{\mathsf {E}}x_{t})^{2}={\frac {p_{0}^{*}}{(q_{0}^{*})^{2}}}.}
Przyjmując {\displaystyle \theta =(p^{*},q^{*})'} oraz
{\displaystyle f_{t}(x_{t},\theta )={\Big (}x_{t}-{\frac {p^{*}}{q^{*}}},(x_{t}-{\frac {p^{*}}{q^{*}}})^{2}-{\frac {p^{*}}{(q^{*})^{2}}}{\Big )}'}
równania {\displaystyle {\mathsf {E}}(f(x_{t},\theta ))=0} są szukanymi warunkami momentów. Wówczas warunek {\displaystyle f_{T}({\hat {\theta }})=0} implikuje
{\displaystyle {\frac {1}{T}}\sum _{t=1}^{T}x_{t}-{\frac {\widehat {p^{*}}}{\widehat {q^{*}}}}=0}
oraz
{\displaystyle {\frac {1}{T}}(x_{t}-{\frac {\widehat {p^{*}}}{\widehat {q^{*}}}})^{2}-{\frac {\widehat {p^{*}}}{{\widehat {q^{*}}}^{2}}}=0}.
Wówczas przy pomocy średniej próby
{\displaystyle {\overline {x}}_{T}={\tfrac {1}{T}}\sum _{t=1}^{T}x_{t}}
oraz średniego odchylenia próby
{\displaystyle {\overline {s}}_{T}^{2}=\sum _{t=1}^{T}(x_{t}-{\overline {x}}_{T})^{2}}
można zapisać
{\displaystyle {\widehat {q^{*}}}={\frac {{\overline {x}}_{T}}{{\overline {s}}_{T}^{2}}},\;{\widehat {p^{*}}}={\frac {{\overline {x}}_{T}^{2}}{{\overline {s}}_{T}^{2}}}}.